# Spoorlijn aansluiting Marne - Friedrichskoog III
De spoorlijn aansluiting Marne - Friedrichskoog III was een Duitse spoorlijn in Sleeswijk-Holstein en was als spoorlijn 1217 onder beheer van DB Netze. 

## Geschiedenis
Het traject werd door de Holsteinische Marschbahngesellschaft geopend op 1 oktober 1884. Het personenvervoer op de lijn is opgeheven op 1 september 1954, goederenvervoer tot Friedrichskoog heeft plaatsgevonden tot september 1978 en tot Kronprinzenkoog tot januari 1984. Daarna is de lijn gesloten en opgebroken.  

## Aansluitingen
In de volgende plaatsen was er een aansluiting op de volgende spoorlijnen:
aansluiting Marne
DB 1216, spoorlijn tussen de aansluiting Marne en Friedrichskoog III
Kronprinzenkoog Ladestelle
DB 1219, spoorlijn tussen Kronprinzenkoog en Neufelderkoog II